# Lakkenahalli, Belur
Lakkenahalli là một làng thuộc tehsil Belur, huyện Hassan, bang Karnataka, Ấn Độ.